# Зидовудин/Ламівудин
Ламівудин/Зидовудин (МНН, торговельне найменування Combivir) є засобом для лікування ВІЛ-інфекції, у своєму складі містить збалансовану кількість двох антиретровірусних препаратів, таких як ламівудин (3TC, торгова марка Епівір) і зидовудін (АЗТ/AZT, торгова марка Ретровір). Комбінація двох препаратів викликає сильніший і стійкий ефект, ніж при використанні цих препаратів поодинці, сприяє в скороченні поліпрагмазії, а також допомагає чітко дотримуватися режиму приймання антиретровірусних засобів.
Ламівудин і зидовудин є інгібіторами зворотної транскриптази, які блокують дію цього ферменту, необхідного для реплікації вірусу. Знижують вірусне навантаження на організм та підвищують рівень CD4-лімфоцитів.
Комбівір схвалений у Сполучених Штатах Управлінням з санітарного нагляду за якістю харчових продуктів та медикаментів 26 вересня 1997 р., що ставить його тринадцятим затвердженим антиретровірусним засобом.

## Побічні ефекти
Існують повідомлення про побічні ефекти під час терапії ВІЛ-інфікованих як при застосуванні окремо ламівудину і зидовудину, так і їх комбінації.
Приймання препарату, як правило, супроводжується відчуттям хворобливості, втоми, погане самопочуття, гарячка, генералізований біль, астенія, озноб, біль у грудях, грипоподібний синдром.

## Синоніми
ЗОВІЛАМ, Вірокомб, Лазивудин, Combivir